# João Manuel Pinto
João Manuel Pinto Tomé Santos (Carcavelos, 26 de maio de 1973) é um treinador e ex-futebolista português que atuava como zagueiro. Atualmente está sem clube.

## Carreira
Durante sua carreira como jogador, João Manuel Pinto defendeu clubes como Lisboa, Belenenses, Porto e Benfica. Aposentou-se em 2007, após algumas passagens pelo exterior no Ciudad Murcia (Segunda Divisão Espanhola) e no Sion (Superliga Suíça).

## Títulos
Porto
- Primeira Liga: 1995–96, 1996–97, 1997–98 e 1998–99
- Supertaça Cândido de Oliveira: 1996 e 1998
- Taça de Portugal: 1997–98 e 1999–00

Sion
- Copa da Suíça: 2005–06